# Trochoclymenia
Trochoclymenia – rodzaj głowonogów z wymarłej podgromady amonitów, z rzędu Clymeniida.

## Nomenklatura
Rodzaj opisał Otto Heinrich Schindewolf. Gatunkiem typowym jest Trochoclymenia wysogorskii (Frech, 1902), opisana przez Fritza Frecha ze słynnego odsłonięcia w Dzikowcu.
Opisany z Afryki gatunek Trochoclymenia ornata Petter, 1960 jest obecnie uważany za synonim Endosiphonites muensteri Ansted, 1838 (czyli nie należy do rodzaju Trochoclymenia). 

## Występowanie
Trochoclymenia wysogorskii (jedyny gatunek rodzaju) żyła w okresie dewonu (famen) i znana jest z dwóch miejsc na świecie, z Dzikowca w Sudetach i Kowali w Górach Świętokrzyskich.